# The Showgrounds
The Showgrounds  é um estádio de futebol em Newry, Irlanda do Norte. É a casa do Newry City A.F.C..